# ملك المينامي
ملك المينامي (ミナミの帝王) هي سلسلة مانغا يابانية من تأليف داي تينوجي ورسم ريكيا غو. تُسَلسل في مانغا غوراكو الأسبوعية مجلة نيهون بونغيشا. صدر المجلد الأول في مارس 1992 واعتبارًا من ديسمبر 2018، السلسلة لديها 150 مجلد.

## وسائل الإعلام

### الأفلام
صدر أول فيلم فيديو أصلي في 26 يونيو 1992. صدر الفيلم المسرحي الأول في 26 يونيو 1993.

## الاستقبال
باعت المانغا 53 مليون نسخة.

## روابط خارجية
- ملك المينامي الجديد على KTV